# Kot pri Ribnici
Kot pri Ribnici je naselje v Občini Ribnica.